# Irina Balus
Irina Balus (* 12. September 2005 in Verviers, Belgien) ist eine slowakische Tennisspielerin.

## Karriere
Die in der belgischen Stadt Verviers geborene Irina Balus begann im Alter von vier Jahren mit dem Tennisspielen in einen Verein in Banská Bystrica. Im Jahr 2019 wurde sie vom Slovenský olympijský a športový výbor für das Europäische Olympisches Sommer-Jugendfestival, welches zwischen dem 21. and 27. Juli 2019 in der aserbaidschanischen Hauptstadt Baku ausgetragen wurde, nominiert und nahm dort sowohl im Einzel als auch im Doppel teil. Sie schied sowohl im Einzel als auch im Doppel mit Salma Drugdová jeweils in der zweiten Runde aus. Aktuell spielt bislang vor allem Turniere der ITF Women’s World Tennis Tour, wo sie bisher zwei Titel im Doppel gewinnen konnte.
2022 schlug sie bei den Australian Open im Juniorinneneinzel die an Position vier gesetzte Solana Sierra mit 6:2 und 6:4, verlor aber dann in der zweiten Runde gegen Tereza Valentová mit 4:6 und 1:6. Im Juniorinnendoppel unterlag sie mit Partnerin Patricija Paukštytė dem Doppelteam Alexis Blokhina und Liv Hovde mit 6:4, 3:6 und 7:10. In Wimbledon erreichte sie im Juniorinneneinzel mit einem 7:5- und 6:2-Sieg gegen Andrea Obradović die zweite Runde, wo sie dann gegen Kayla Cross mit 4:6 und 3:6 verlor. Im Juniorinnendoppel wollte sie mit Taylah Preston antreten, zog aber dann vor dem Erstrundenmatch gegen Linda Klimovičová und Dominika Šalková zurück. Bei den US Open unterlag sie bereits in der ersten Runde im Juniorinneneinzel gegen Luca Udvardy mit 1:6 und 3:6. Im Juniorinnendoppel unterlag sie bereits in der ersten Runde mit Partnerin Nikola Daubnerová dem Doppel Mia Kupres und Ranah Akua Stoiber mit 1:6 und 2:6. Für die mit 60.000 US-Dollar dotierten J&T Banka Slovak Open erhielt sie eine Wildcard für das Hauptfeld im Dameneinzel, unterlag aber bereits in der ersten Runde Maia Lumsden mit 7:5, 3:6 und 4:6. Im Doppel verlor sie mit Partnerin Nina Vargová ebenfalls bereits in der ersten Runde Nigina Abduraimova und Paula Kania-Choduń mit 4:6 und 6:76.
2023 unterlag sie bei den Australian Open im Juniorinneneinzel mit 4:6, 6:4 und 3:6 Hayu Kinoshita. Im Juniorinnendoppel unterlag sie mit Partnerin Nina Vargová ebenfalls bereits in der ersten Runde Renáta Jamrichová und Federica Urgesi mit 3:6, 6:3 und [8:10]. Im Mai unterlag sie bei den mit 100.000 US-Dollar dotierten Empire Tennis Academy Open in der ersten Runde Kristína Kučová mit 4:6 und 6:73.

## Turniersiege

### Doppel
| Nr. | Datum             | Turnier | Kategorie | Belag             | Partnerin     | Finalgegnerinnen                        | Ergebnis         |
| --- | ----------------- | ------- | --------- | ----------------- | ------------- | --------------------------------------- | ---------------- |
| 1.  | 8. Oktober 2022   | Reims   | ITF W15   | Hartplatz (Halle) | Celine Naef   | Mallaurie Noël Margot Yerolymos         | 6:2, 6:0         |
| 2.  | 18. November 2023 | Antalya | ITF W15   | Sand              | Anika Jašková | Alexandra Pospelowa Lidija Rasskowskaja | 3:6, 6:2, [10:8] |